# Manuel Romero Rubio

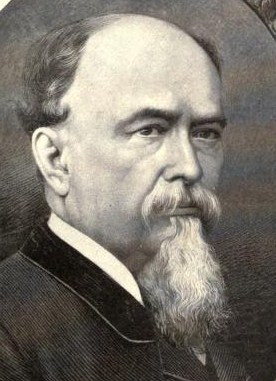
Manuel Romero Rubio

Manuel Romero Rubio (Mexico-Stad, 7 maart 1828 - aldaar, 3 oktober 1895) was een Mexicaans politicus en jurist.
Romero Rubio studeerde af in de rechtsgeleerdheid in 1854. Hij raakte in de politiek betrokken tijdens de Revolutie van Ayutla aan de zijde van de liberaal Sebastián Lerdo de Tejada. Na de overwinning van de liberalen wordt hij gekozen tot afgevaardigde in het grondwetgevend congres van 1856-1857. Na het uitbreken van de Hervormingsoorlog tussen conservatieven en liberalen en de daarop volgende Franse interventie in Mexico bleef hij aan de zijde van de liberale zijde strijden. In 1867 werd hij in het Congres van de Unie gekozen en werd hij de eerste voorzitter van het Congres na haar heropening na de Franse interventie. In 1875 werd hij in de Kamer van Senatoren gekozen en een jaar later benoemde Lerdo, inmiddels president, hem tot minister van buitenlandse zaken. In deze functie kon Romero Rubio echter niet lang dienen, daar in 1876 de Revolutie van Tuxtepec uitbrak waarbij Porfirio Díaz Lerdo uit het zadel stootte.
Romero Rubio ontvluchtte het land en keerde terug in 1880. Hij verzoende zich met Díaz, die in 1881 zijn dochter Carmen Romero Rubio huwt. Díaz benoemde Romero Rubio bij het begin van zijn tweede termijn in 1884 tot minister van binnenlandse zaken, een functie die hij zou blijven vervullen tot zijn dood elf jaar later.